# Alfred Verdross

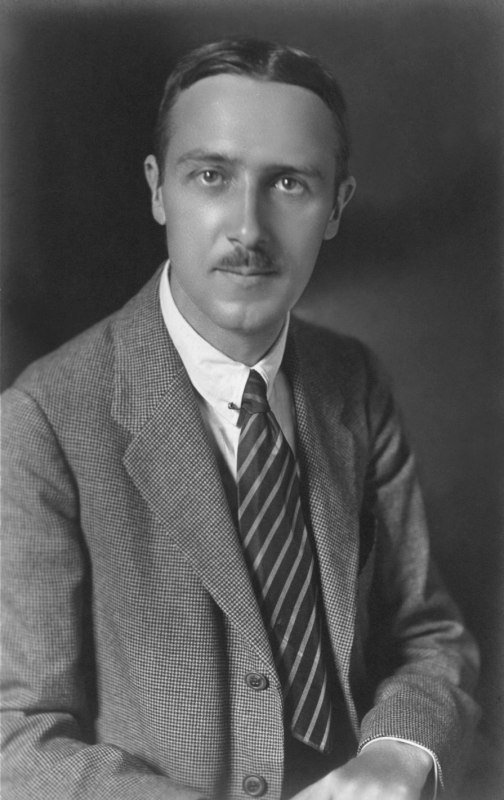
Alfred Verdross (1927)

Alfred Verdross (auch Alfred Verdroß-Droßberg; * 22. Februar 1890 in Innsbruck, Tirol; † 27. April 1980 ebenda) war ein österreichischer Diplomat und Universitätsprofessor an der Universität Wien. Er gilt als der bedeutendste österreichische Völkerrechtler des 20. Jahrhunderts.

## Leben

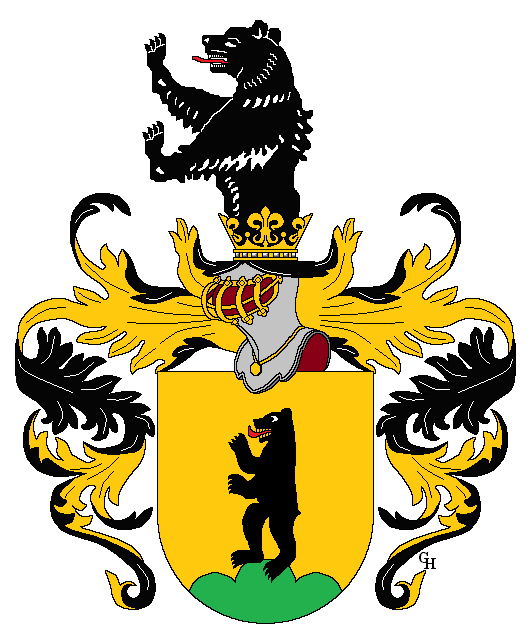
Wappen Verdroß von Droßberg, verliehen 1911

Alfred Verdross war der Sohn von Ignaz Verdroß von Droßberg, einem 1911 geadelten Kaiserjägergeneral der österreichisch-ungarischen Armee. Er war Völkerrechtslehrer, Schriftsteller und Rechtsphilosoph.
Zunächst Diplomat, war Verdross ab 1922 Professor an der Konsularakademie, von 1924 bis 1960 Universitätsprofessor an der Universität Wien und von 1958 bis 1977 Richter beim Europäischen Gerichtshof für Menschenrechte. Darüber hinaus war er Mitglied der International Law Commission und des Institut de Droit international.
Zusammen mit Adolf Julius Merkl war Verdross ein Schüler von Hans Kelsen. Von der Geschlossenheit der Reinen Rechtslehre geprägt, machte er dieselbe für das Verhältnis von Völkerrecht und staatlichem Recht (vgl. u. a. „Die Einheit des rechtlichen Weltbildes auf der Grundlage der Völkerrechtsverfassung“, 1923) sowie das Verständnis der Staatengemeinschaft (vgl. u. a. „Die Verfassung der Völkerrechtsgemeinschaft“, 1926) fruchtbar.
Verdross wandte sich jedoch früh vom Rechtspositivismus Kelsens ab und erneuerte die klassische christlich-katholische Völkerrechtslehre auf der Grundlage der Ansätze der Schule von Salamanca (Francisco de Vitoria, Francisco Suárez), welche auch auf Hugo Grotius und die ganze protestantische Naturrechtslehre des 17. und 18. Jahrhunderts (Johannes Althusius, Samuel Pufendorf, Christian Wolff) von großem Einfluss war (vgl. Ernst Reibstein, Johannes Althusius als Fortsetzer der Schule von Salamanca. Untersuchungen zur Ideengeschichte des Rechtsstaates und zur altprotestantischen Naturrechtslehre, 1955). In seiner Rechtsphilosophie knüpfte er an den Gemeinwohlzweck des Staates bei Augustinus von Hippo und Thomas von Aquin an.
Verdross, der die naturrechtlich geprägte Wiener Schule des Völkerrechts und der Rechtsphilosophie begründete, war durch seine stupende Kenntnis des positiven Rechts in der Lage, dasselbe auf der Grundlage seiner rechtsphilosophischen Ansätze zu einem geschlossenen System zu formen, das seine Stütze in der Staatenpraxis fand. Die Entwicklung der internationalen Gemeinschaft nach dem Zweiten Weltkrieg zeigt in vielen Aspekten naturrechtliches Wertedenken, das insbesondere im Gedanken der gerechten Verteilung der Güter dieser Welt (vgl. z. B. die von der UN-Generalversammlung 1974 proklamierte „Neue Internationale Wirtschaftsordnung“), aber auch in der Entwicklung von der Lehre von den Grundrechten und Grundpflichten der Staaten und in vielem anderen mehr seinen unausgesprochenen Niederschlag fand. Auf diese Weise bestätigt sich der von Verdross formulierte Gedanke der Ausweitung des klassischen Begriffs des bonum commune, also des in Zusammenhang mit dem Staat entwickelten Gemeinwohlbegriffs, zum bonum commune humanitatis, dem Weltgemeinwohl.

## Auszeichnungen und Ehrungen
- 1953: Ehrenmitgliedschaft der Amerikanischen Gesellschaft für internationales Recht
- 1958: Großkreuz des Päpstlichen Ritterordens des heiligen Gregors des Großen[1]
- 1959: Österreichisches Ehrenzeichen für Wissenschaft und Kunst
- 1960: Ehrenring der Stadt Wien
- 1961: Ehrendoktor der Universität Wien
- 1967: Ehrendoktor der Universität Salzburg
- 1967: Preis der Stadt Wien für Geisteswissenschaften
- 1974: Kardinal-Innitzer-Preis
- 1975: Internationaler Antonio-Feltrinelli-Preis
- 1977: Großkreuz des Zivilen Ordens Alfons X. des Weisen[2]
- 1980: Großes Goldenes Ehrenzeichen mit dem Stern für Verdienste um die Republik Österreich
- 1998: Benennung des Verdross-Tors auf dem Campus der Universität Wien[3]

## Veröffentlichungen (Auswahl)
- Die völkerrechtswidrige Kriegshandlung und der Strafanspruch der Staaten. Engelmann, Berlin 1920.
- Die Einheit des rechtlichen Weltbildes auf Grundlage der Völkerrechtsverfassung. Mohr, Tübingen 1923.
- Die Verfassung der Völkerrechtsgemeinschaft. Springer, Wien 1926.
- Rechtsfälle aus dem Völkerrecht. Perles, Wien 1931.
- Völkerrecht. J. Springer, Berlin 1937 (5. Aufl. 1964).
- Grundlinien der antiken Rechts- und Staatsphilosophie. Springer, Wien 1948.
- Abendländische Rechtsphilosophie. Ihre Grundlagen und Hauptprobleme in geschichtlicher Schau. Springer, Wien 1958 (2. Aufl. 1963).
- Die immerwährende Neutralität der Republik Österreich. Österreichischer Bundesverlag, Wien 1958 (3. Aufl. 1967, neue Ausgabe Oldenbourg, München 1978, ISBN 3-486-48521-0).
- Statisches und dynamisches Naturrecht. Rombach, Freiburg/Br. 1971.
- Die Quellen des universellen Völkerrechts. Eine Einführung. Rombach, Freiburg/Br. 1973.
- (mit Bruno Simma): Universelles Völkerrecht. Theorie und Praxis. Duncker & Humblot, Berlin 1976, ISBN 3-428-03702-2 (3. Aufl. 1984, ISBN 3-428-05708-2).
- (mit Bruno Simma u. Rudolf Geiger): Territoriale Souveränität und Gebietshoheit. Zur völkerrechtlichen Lage der Oder-Neiße-Gebiete. Kulturstiftung der Deutschen Vertriebenen, Bonn 1980, ISBN 3-88557-017-3.